# Eaton, Ohio
Eaton är administrativ huvudort i Preble County i delstaten Ohio. Orten har fått sitt namn efter militären William Eaton. Eaton hade 8 407 invånare enligt 2010 års folkräkning.

## Kända personer från Eaton
- William Stephens, politiker